# Елвін (Техас)
Елвін (англ. Alvin) — місто (англ. city) в США, в окрузі Бразорія штату Техас. Населення — 27 098 осіб (2020).

## Географія
Елвін розташований за координатами 29°25′38″ пн. ш. 95°13′31″ зх. д. / 29.42722° пн. ш. 95.22528° зх. д. (29.427228, -95.225373).  За даними Бюро перепису населення США в 2010 році місто мало площу 66,41 км², з яких 62,91 км² — суходіл та 3,49 км² — водойми.

## Демографія
Згідно з переписом 2010 року, у місті мешкало 24 236 осіб у 8742 домогосподарствах у складі 6155 родин. Густота населення становила 365 осіб/км².  Було 9645 помешкань (145/км²).
Расовий склад населення:
| - 79,4 % — білих - 3,1 % — чорних або афроамериканців - 0,9 % — азіатів - 0,6 % — корінних американців - 13,5 % — осіб інших рас |

До двох чи більше рас належало 2,6 %. Частка іспаномовних становила 36,2 % від усіх жителів.
За віковим діапазоном населення розподілялося таким чином: 28,1 % — особи молодші 18 років, 61,4 % — особи у віці 18—64 років, 10,5 % — особи у віці 65 років та старші. Медіана віку мешканця становила 31,9 року. На 100 осіб жіночої статі у місті припадало 96,8 чоловіків;  на 100 жінок у віці від 18 років та старших — 93,7 чоловіків також старших 18 років.
Середній дохід на одне домашнє господарство  становив 58 370 доларів США (медіана — 46 261), а середній дохід на одну сім'ю — 66 396 доларів (медіана — 53 801). Медіана доходів становила 39 805 доларів для чоловіків та 30 875 доларів для жінок. За межею бідності перебувало 16,6 % осіб, у тому числі 23,0 % дітей у віці до 18 років та 13,6 % осіб у віці 65 років та старших.
Цивільне працевлаштоване населення становило 12 117 осіб. Основні галузі зайнятості: освіта, охорона здоров'я та соціальна допомога — 22,8 %, будівництво — 11,6 %, роздрібна торгівля — 11,3 %.